# Saturn Award de la meilleure série télévisée de super-héros

Agatha All Along, lauréat du prix 2025.

Le Saturn Award de la meilleure série télévisée de super-héros (Saturn Award for Best Superhero Television Series), auparavant Meilleure adaptation de super-héros en série télévisée (Best Superhero Adaptation Television Series), est une récompense télévisuelle décernée chaque année depuis 2015 par l'Académie des films de science-fiction, fantasy et horreur (Academy of Science Fiction Fantasy & Horror Films).
Il a été présenté lors des 41e cérémonie des Saturn Awards en 2015. Entre 2015 et 2019, seules les séries Flash et Supergirl remportaient cette distinction.

## Palmarès

### Années 2010
- 2015 : Flash (The Flash)
  - Agent Carter
  - Marvel : Les Agents du SHIELD (Agents of S.H.I.E.L.D.)
  - Arrow
  - Constantine
  - Gotham

- 2016 : Flash (The Flash)
  - Agent Carter
  - Marvel : Les Agents du SHIELD (Agents of S.H.I.E.L.D.)
  - Arrow
  - Gotham
  - Legends of Tomorrow
  - Supergirl

- 2017 : Supergirl
  - Marvel : Les Agents du SHIELD (Agents of S.H.I.E.L.D.)
  - Arrow
  - Flash (The Flash)
  - Gotham
  - Legion

- 2018 : Flash (The Flash)
  - Marvel : Les Agents du SHIELD (Agents of S.H.I.E.L.D.)
  - Arrow
  - Black Lightning
  - Legends of Tomorrow
  - Gotham
  - Supergirl

- 2019[1] : Supergirl
  - Arrow
  - Black Lightning
  - Cloak and Dagger
  - Flash (The Flash)
  - Gotham
  - Legends of Tomorrow

### Années 2020
- 2021 : The Boys
  - Batwoman
  - Flash (The Flash)
  - Stargirl
  - Supergirl
  - Umbrella Academy (The Umbrella Academy)
  - Watchmen

- 2024 : Superman et Loïs (Superman and Lois)
  - Doom Patrol
  - Flash
  - Sandman (The Sandman)
  - Secret Invasion
  - She-Hulk : Avocate (She-Hulk: Attorney at Law)
  - Stargirl

- 2025 : Agatha All Along
  - The Boys
  - Loki
  - The Penguin
  - Superman et Loïs (Superman and Lois)
  - Umbrella Academy (The Umbrella Academy)

## Récompenses et nominations multiples

### Récompenses multiples
3 : Flash (The Flash)
2 : Supergirl

### Nominations multiples
7 : Flash (The Flash)
5 : Arrow, Gotham, Supergirl
4 : Marvel : Les Agents du SHIELD (Agents of S.H.I.E.L.D.)
3 : Legends of Tomorrow
2 : Agent Carter, Black Lightning, The Boys, Stargirl, Umbrella Academy